# Współczesna encyklopedia życia politycznego
Współczesna encyklopedia życia politycznego – jednotomowa, polska encyklopedia polityczno-gospodarcza wydana w dwudziestoleciu międzywojennym w Poznaniu i Warszawie .

## Redakcja
Encyklopedię zredagował Antoni Peretiatkowicz profesor Uniwersytetu Poznańskiego, dyrektor Wyższej Szkoły Handlowej, który zgrupował w niej dane na temat bieżącej polityki oraz życia gospodarczego. Zawartość ułożona została w porządku alfabetycznym. Zawiera biogramy czołowych przedstawicieli życia społeczno-gospodarczego w Polsce i za granicą, spis organizacji i partii oraz podstawowe pojęcia z zakresu politologii i gospodarki. Warstwa graficzna książki powstała we współpracy z redakcją czasopisma „Światowid”, która udostępniła autorowi ilustracje oraz zdjęcia .
W przedmowie autor podaje, że do napisania dzieła skłoniła go obserwacja współczesnego życia politycznego: „(…) doszedłem do przekonania, że przyczynę niedomagań tego życia jest niski poziom oświaty publicznej szerokiego ogółu”. Żeby temu przeciwdziałać postanowił popularyzować wiedzę na temat bieżącej polityki oraz gospodarki. Zawartość encyklopedii ma więc charakter popularny i obejmuje zakres czasowy od wybuchu I wojny światowej do czasów współczesnych .

## Opis
Encyklopedia miała cztery edycje w latach dwudziestych ?-1926 oraz rozszerzone w latach 1931-1932:
- T. 1, Współczesna encyklopedja życia politycznego z uwzględnieniem życia gospodarczego, 240 stron, zdjęcia, ilustracje, wyd. Gebethner i Wolf 1926[2] ,
- T. 1, Współczesna encyklopedja życia politycznego z uwzględnieniem życia gospodarczego, 240 stron, zdjęcia, ilustracje, wyd. Dom Książki Polskiej 1931[1] ,
- T. 1, Współczesna encyklopedja życia politycznego z uwzględnieniem życia gospodarczego, 240 stron, zdjęcia, ilustracje, wyd. Dom Książki Polskiej 1932[3] ,